# Enemic a les portes
Enemic a les portes (títol original en anglès, Enemy at the Gates) és una pel·lícula bèl·lica de l'any 2001 dirigida per Jean-Jacques Annaud. En la seva estrena fou la pel·lícula europea més cara fins aquell moment, la qual cosa s'aprecia en el repartiment, en els decorats i en l'ambientació que tot i que es limitava a zones molt concretes fou molt ben recreada.
La pel·lícula combina fets reals extrets de l'assaig Enemy at the Gates: The Battle for Stalingrad, escrit per William Craig l'any 1973, com ara les vivències de Vasili Zàitsev durant la batalla de Stalingrad, amb llicències narratives, com el personatge del comandant Erwin König, aquest darrer mite de la Wermacht i amb la voluntat d'acabar amb el franctirador soviètic per un motiu molt personal. Equilibra, doncs, les necessitats intrínseques del cinema amb les del discurs històric. Tot i aquestes llicències històriques és una magnífica pel·lícula de "cinema històric".
El film té unes magnífiques actuacions. Destaquen un Jude Law molt creïble en el seu paper d'heroi soviètic a la força i en Ed Harris, un personatge ambigú que alterna la professionalitat com a director de l'escola de franctiradors de la Wermacht amb certa familiaritat amb un nen, Sasha, que sobreviu com pot en l'infern de la guerra. El tercer personatge és Danilov (Joseph Fiennes), el comissari polític que catapulta Vasili a la fama, Hi haurà un enfrontament entre el franctirador Vasili Zàitsev i Danilov per qüestions de mètode en la missió bèl·lica i per Txernova (Rachel Weisz). La relació amb aquesta noia serveix per mostrar la vida dels soldats en els moments entre combat i combat. Finalment Bob Hoskins interpreta de forma molt creïble al que posteriorment serà líder de l'URSS, Nikita Khrusxov.
La pel·lícula, excepte a l'inici amb uns plans genials del riu amb un atac dels Stukas, s'anirà reduint a espais angoixants i solitaris que són el camp de batalla del franctirador Vasili ("un tret, un mort") on cada nit és una victòria perquè significa seguir viu. Al final acaba amb un enfrontament definitiu en un espai ampli, l'estació, entre els dos tiradors.
Des d'una visió històrica, el film és molt revelador de la ineficàcia de l'exèrcit soviètic en les primeres fases de la batalla, on es veu com els soldats avancen sense armes, apropiant de les dels seus companys caiguts, mentre que els comissaris polítics amb armes automàtiques, en lloc de donar cobertura als seus homes, maten aquells que tornen de l'escorxador davant de les posicions preparades alemanyes. És una escena que recorda les càrregues en la Primera Guerra Mundial. Posteriorment segons s'avança en la batalla per la ciutat, es veurà com els soldats soviètics ja estan més ben armats i amb suport de blindats.

## Repartiment
- Jude Law - Vasili Zàitsev
- Joseph Fiennes - Comandant Danilov
- Rachel Weisz - Tània Txernova
- Bob Hoskins - Nikita Khrusxov
- Ed Harris - Erwin König
- Ron Perlman – Koulikov
- Eva Mattes – Mother Fillipov
- Gabriel Thomson – Sasha Filippov
- Matthias Habich – General Friedrich Paulus
- Sophie Rois – Ludmilla